# 普瑞斯卡·吉普圖
普瑞斯卡·吉普圖（英語：Priscah Jeptoo，1984年6月26日—）是肯亞長跑運動員，專精於馬拉松競賽，曾經參與杜林、巴黎和倫敦等所舉辦的馬拉松比賽，並且奪得世界田徑錦標賽與2012年夏季奧林匹克運動會的女子馬拉松亞軍，其個人最佳紀錄為2時20分14秒。另外在半程馬拉松部分其最佳成績為1時6分11秒。

## 生平
普瑞斯卡·吉普圖於2008年開始參加正式的長跑比賽，並且在當年舉辦的聖席維斯特路跑賽（Saint Silvester Road Race）女子組中排名前十名。之後在2009年時則在杜羅半程馬拉松（Douro-Tal Half Marathon）等比賽中獲得兩次冠軍，而前面的經驗促成她在同年11月舉辦的波多馬拉松（Porto Marathon）中以2時30分40秒的成績打破過去比賽紀錄。之後隔年她於帕多瓦馬拉松（Maratona di Sant'Antonio）中獲得第二名，並於同年11月舉辦的杜林馬拉松（Turin Marathon）中擊敗菲特·托拉（Fate Tola），並且以2時27分2秒的時間記錄奪下冠軍。
2011年時普瑞斯卡·吉普圖回到肯亞，並且在探索肯亞越野賽跑（Discovery Kenya Cross Country）中輸給普莉絲卡·傑普雷汀·切若諾（Priscah Jepleting Cherono）而排名第二名。而在同年3月時，其則在一場半程馬拉松比賽之中以1時10分26秒創下當時個人最佳紀錄。吉普圖自2011年時則意外於巴黎馬拉松（Paris Marathon）比賽中有亮眼的表現，儘管其本身最初並沒有勝出的想法，但是仍然以2時22分55秒的成績擊敗艾格尼絲·基普羅普（Agnes Kiprop）與柯倫·潔琳娜（Koren Jelela）奪得冠軍；這次所花費的時間比吉普圖過去的紀錄還要少4多分鐘，並且也是巴黎馬拉松女子組比賽舉辦以來速度第二快的成績。
吉普圖之後在於韓國大邱舉辦的2011年世界田徑錦標賽中以花費2時29分0秒的時間獲得女子馬拉松亞軍，僅次於同樣來自肯亞的愛德納·奇帕勒格特（Edna Kiplagat）；而當年度季軍則是由同樣為肯亞選手的沙龍·切羅普（Sharon Cherop），這也是第一次有國家同時獲得世界田徑錦標賽馬拉松項目的所有獎牌。2011年11月時吉普圖則改投入越野賽跑，一方面在阿塔普埃爾卡越野賽跑（Cross de Atapuerca）中拿下第三名，另一方面亦在國際索里亞越野賽跑（Cross Internacional de Soria）中奪得冠軍。之後她於聖席維斯特路跑賽中擊敗伍德·阿雅雷（Wude Ayalew），並且打破該項路跑比賽過往紀錄而取得冠軍。
2012年吉普圖再度參與探索肯亞越野賽跑，但是輸給喬伊絲·徹普奇瑞（Joyce Chepkirui）而排名第二。之後在2012年倫敦馬拉松（2012 London Marathon）中則拿下第三名，不過也創下個人最佳成績2時20分14秒的紀錄。這樣的表現使得她獲准加入2012年夏季奧林匹克運動會肯尼亞代表團，並且在女子馬拉松項目中拿下銀牌。儘管其2時23分12秒的成績已經打破過去比賽紀錄，但是冠軍蒂基·格拉納還比她少5秒鐘。奧林匹克運動會結束後，吉普圖還陸續獲得葡萄牙半程馬拉松（Portugal Half Marathon）等比賽冠軍。
2013年2月時，在拉斯海瑪半程馬拉松（Ras Al Khaimah Half Marathon）中以66分11秒的成績拿下第二名，僅次於同為肯亞運動員的露茜·万古·卡布（Lucy Wangui Kabuu），這也讓她在半程馬拉松比賽所有選手排名中攀升至第三名。4月21日，吉普圖以2時20分15秒的成績奪得2013年倫敦馬拉松女子組的冠軍。

## 外部連結
- 普瑞斯卡·吉普圖在的頁面